# Die Nacht, als die Marsmenschen Amerika angriffen
Die Nacht, als die Marsmenschen Amerika angriffen (Originaltitel: The Night That Panicked America) ist ein US-amerikanischer Fernsehfilm von 1975, in dem die Ausstrahlung von Orson Welles Hörspiel The War of the Worlds vom 30. Oktober 1938 nachinszeniert wurde. Die US-amerikanische Erstausstrahlung erfolgte am 31. Oktober 1975 auf ABC, die deutsche am 6. Juli 1976 in der ARD. Die deutsche Bearbeitung erfolgte durch das Studio Hamburg.

## Handlung
Ein Sprecher schildert im Vorspann die politischen Ereignisse von 1938 um das Hörspiel Der Krieg der Welten von Orson Welles. Die Zuhörer waren Zeugen, wie die Welt „durch Alpträume von Invasion und Krieg in Furcht und Schrecken versetzt wurde“. Gegenwärtig wurde die Angst durch das neue Medium Radio.
Im CBS-Studio in New York City wird das Hörspiel Der Krieg der Welten vorbereitet. Grundlage ist der gleichnamige Roman von H. G. Wells aus dem Jahre 1897. Die Regie führt Orson Welles. Der Handlungsort des Romans ist für das Hörspiel von England an die Ostküste der USA verlegt worden, die Handlungszeit ist nicht mehr das viktorianische England, sondern die Gegenwart, konkret Halloween, der 30. Oktober 1938.
Im Studio werden die letzten Vorbereitungen zur Sendung vorbereitet. Das Orchester probt und die Tontechniker perfektionieren die Geräusche, insbesondere diejenigen, die mit der Landung der marsianischen Raumschiffe verbunden sind. So wird das Öffnen einer Raumschiffluke durch das Aufschrauben des Deckels eines Einmachglases erzeugt. Damit ein metallischer Hall erzeugt wird, wird das Glas vom Tontechniker in einem Toilettenbecken aufgeschraubt und das Mikrofon in das Becken gehalten.
Auf einer Farm in New Jersey streiten sich ein Vater und sein Sohn über den Wunsch des Sohnes, die Farm zu verlassen, um als Freiwilliger im Spanischen Bürgerkrieg gegen Hitler zu kämpfen. Der Vater ist entschieden dagegen, weil der Sohn dringend zur Arbeit auf der Farm gebraucht wird.
Das Ehepaar Ann und Hank Muldoon in Newark befindet sich in einer Ehekrise. Hank will Frau und Kinder verlassen und hat bereits seine Abreise mit dem Auto vorbereitet.
In San Francisco findet im Haus eines Richters eine große Party statt. Der Butler und die Hausangestellte bereiten das Essen und die Getränke vor, die ersten Gäste sind bereits eingetroffen.
In einer Bar, ebenfalls in New Jersey, hören die Gäste Radio. Der junge Billy, der mit dem Auto gekommen ist, sitzt abseits der übrigen Gäste und nimmt an deren Gesprächen nicht teil.
Linda Davis und Stefan Grubowski wollen heiraten. Sie streiten sich mit Lindas Vater, einem protestantischen Pastor, der sich vehement gegen Lindas Heirat mit dem Katholiken Stefan stellt.
Orson Welles trifft im Studio ein. Die Sendung beginnt. Anfänglich nehmen die verschiedenen Zuhörergruppen die Sendung mehr oder weniger unbewusst wahr, da sie völlig unverfänglich mit einer Reportage aus einem Observatorium beginnt. Von allen Mitgliedern der Zuhörergruppen wissen lediglich der Butler und die Hausangestellte im Haus des Richters in San Francisco, dass es sich bei der scheinbaren Reportage um ein Hörspiel handelt. Als sich im Verlauf der „Reportage“ herausstellt, dass in dem (fiktiven) Ort Grovers Mill in New Jersey eine Invasion von Marsianern stattfindet und es zu Kämpfen zwischen der Staatspolizei New Jersey und der US-Armee mit den Invasoren kommt, breitet sich nach und nach Panik unter den Zuhörern aus.
Ann und Hank Muldoon fliehen mit ihren Kindern und Anns Vater im Auto. Der Farmer und sein Sohn machen sich bewaffnet auf die Suche nach den Invasoren. Autofahrer, die die Sendung hören, bahnen sich rücksichtslos einen Weg durch den stockenden Verkehr, um zu fliehen. Billy ist in Panik aus der Bar geflohen und wird mit seinem Auto wegen überhöhter Geschwindigkeit von einer Motorradstreife angehalten und leistet Widerstand, da er dem Polizisten nicht glauben will, dass es sich bei den Invasionsnachrichten lediglich um ein Hörspiel handelt. Er wird festgenommen.
Die Verwirrung der in Panik gesetzten Menschen ist so groß, dass der Farmer in der Dunkelheit auf einen riesigen Wasserspeicher schießt, den er für einen Invasoren hält. Der Hörspielsprecher berichtet von der Flucht von inzwischen drei Millionen Menschen auf dem Weg nach Norden. Die Kirchenglocken läuten Sturm, um die Menschen zu warnen.
Der Sender wird mit Telefonanrufen überschüttet. Die Telefonistinnen bemühen sich, den Anrufern klarzumachen, dass es sich bei der Ausstrahlung nur um ein Hörspiel handelt. Schließlich erscheint auch die New Yorker Polizei im Studio. In einer Hörspielpause erklärt Welles den Zuhörern, dass es sich bei der Ausstrahlung lediglich um ein Hörspiel handelt.
Die Flucht der Familie Muldoon endet im Holland Tunnel. Sie glauben, dass sich die Invasoren ihnen nähern. Ann und Hank sind in ihrer Verzweiflung bereit, die Kinder zu erschießen, um sie nicht in die Hände der Marsianer fallen zu lassen. Im letzten Moment erweist sich ein sich rasend schnell näherndes Licht nicht als marsianisches Phänomen, sondern als Streifenwagen. Die Polizisten klären die Familie darüber auf, dass ihre Panik durch ein Hörspiel erzeugt wurde.
Nach dem Ende der Ausstrahlung erklärt Welles, dass es sich bei dem Hörspiel um reine Unterhaltung handelte.
Der Sprecher aus dem Vorspann erklärt, dass am nächsten Morgen die Zeitungen über die Sensationen berichteten. Es habe eine Atmosphäre des Schreckens gegeben, die sich an diesem Oktoberabend über Amerika ausgebreitet habe. Nach heutigen Schätzungen haben ungefähr sechs Millionen Menschen die Sendung verfolgt und über eine Million hielten sie für real. Aber der Albtraum sollte erst beginnen. Hitlers Stimme ertönt: „In dieser Zeit ist kein Platz für Verbrecher und Taugenichtse. Diese Nation …“. Man hört die  Siegheilrufe der Massen.

## Rezeption, Kritik
Der Film wurde von der deutschen Presse durchweg positiv rezensiert (Faulstich, Ästhetik, S. 60, Anmerkungen 8 und 9.). Der australische Science-Fiction-Autor John Brosnan war in seinem Beitrag für die Encyclopedia of Science Fiction fasziniert von der Rekonstruktion der Atmosphäre im Tonstudio, die realistisch die Atmosphäre der 1930er Jahre wiedergebe, bemängelte aber die Darstellung der Wirkung des Stücks, die einem der üblichen Desasterfilme gleiche.
Der deutsche Medienwissenschaftler Werner Faulstich, der den Film für seine Habilitationsschrift Die Nacht als die Marsmenschen Amerika angriffen (Tübingen 1982) analysierte, kritisierte den Unterhaltungscharakter des Films:

„Die Nacht, als die Marsmenschen angriffen ist deshalb ein Fernsehspiel nicht der Medienkritik, sondern des Medienspektakels: ein Medium hat hier die Rolle zu spielen, die ansonsten Naturgewalten oder ähnlich Unabänderlichem zugeteilt wird…“

Faulstich bemängelte weiterhin, dass der zeitgenössische ökonomische Hintergrund wie der Börsenkrach von 1929 und die anschließende Wirtschaftsdepression keine Rolle spielte. Auch sei nicht von den seinerzeit 13 Millionen Arbeitslosen die Rede: Die wirtschaftliche Lage war trotz des New Deal unter Präsident Franklin D. Roosevelt katastrophal.

## Überlieferung
Der Film wurde am 23. Februar 1978 erneut in der ARD ausgestrahlt. Soweit bekannt, wurde er danach im öffentlich-rechtlichen Fernsehen nicht mehr ausgestrahlt. Bislang (Stand 2025) existiert keine deutschsprachige DVD-Edition.